# Nicola Di Cosmo
Nicola Di Cosmo (en chino: 狄宇宙) es un profesor de la Fundación Luce en Estudios de Asia Oriental del Instituto de Estudios Avanzados. Su principal campo de investigación es la historia de las relaciones entre China y Asia Interior desde la prehistoria hasta la época moderna.

## Biografía
Obtuvo un doctorado por el Departamento de Estudios Urálicos y Altaicos de la Universidad de Indiana en 1991. Fue investigador en la Universidad de Cambridge de 1989 a 1992, becario Rockefeller y profesor en la Universidad de Indiana de 1992 a 1993, profesor asistente en la Universidad de Harvard de 1993 a 1997 y enseñó en la Universidad de Canterbury de 1998 a 2003. En 2003, fue nombrado profesor de la Fundación Luce de Estudios de Asia Oriental en el Instituto de Estudios Avanzados. Actualmente es miembro de la facultad del Instituto Weatherhead de Asia Oriental.

## Obras
Ha publicado sobre la historia temprana de las relaciones de China con los nómadas esteparios y ha editado varios libros.
- (2003) "Relaciones manchú-mongoles en vísperas de la conquista Qing", :Genial .
- (2010) "La antigua China y sus enemigos: el surgimiento del poder nómada en la historia de Asia oriental", :Cambridge University Press.
- (2014) "La antigua China y sus enemigos: el surgimiento del poder nómada en la historia de Asia oriental”: Cambridge University Press.